# Тепловое излучение
Теплово́е излуче́ние — электромагнитные волны, испускаемые телами за счёт их внутренней энергии. Излучаются телами, имеющими температуру больше 0 К, то есть разными нагретыми телами, поэтому и называется тепловым. Имеет сплошной спектр, расположение и интенсивность максимума которого зависят от температуры тела. При остывании последний смещается в длинноволновую часть спектра.
Тепловое излучение испускают, например, нагретый металл, земная атмосфера, белый карлик, радиаторы охлаждения на космических аппаратах, катоды электронных ламп, обогреватели как масляные, так и инфракрасные.
Причиной того, что вещество излучает электромагнитные волны, является устройство атомов и молекул из заряженных частиц, из-за чего вещество пронизано электромагнитными полями. В частности, при столкновениях атомов и молекул происходит их ударное возбуждение с последующим высвечиванием. Характерной чертой является то, что при усреднении коэффициента излучения по максвелловскому распределению, начиная с энергий hν ∼ kT, в спектре начинается экспоненциальный завал.
В случае, если излучение находится в термодинамическом равновесии с веществом, то такое излучение называется равновесным. Спектр такого излучения эквивалентен спектру абсолютно чёрного тела и описывается законом Планка. Однако в общем случае тепловое излучение не находится в термодинамическом равновесии с веществом, таким образом более горячее тело остывает, а более холодное наоборот нагревается. Спектр такого излучения определяется законом Кирхгофа.

## Основные понятия и свойства теплового излучения

### Энергетическая светимость тела
Энергетическая светимость тела {\displaystyle R_{T}} — физическая величина, являющаяся функцией температуры и численно равная энергии, испускаемой телом в единицу времени с единицы площади поверхности по всем направлениям и по всему спектру частот.
{\displaystyle R_{T}={\frac {W}{tS}}}; {\displaystyle [R_{T}]=} Дж/(с·м²) = Вт/м2.

### Спектральная плотность энергетической светимости
Спектральная плотность энергетической светимости {\displaystyle r_{\omega ,T}} — функция частоты и температуры, характеризующая распределение энергии излучения по всему спектру частот (или длин волн):
{\displaystyle R_{T}=\int \limits _{0}^{\infty }r_{\omega ,T}\,d\omega .}
Аналогичную функцию можно написать и через длину волны:
{\displaystyle R_{T}=\int \limits _{0}^{\infty }r_{\lambda ,T}\,d\lambda .}
Можно доказать, что спектральная плотность энергетической светимости, выраженная через частоту и длину волны, связаны соотношением
{\displaystyle r_{\omega ,T}={\frac {\lambda ^{2}}{2\pi c}}r_{\lambda ,T}.}

### Поглощающая способность тела
Поглощающая способность тела — {\displaystyle a_{\omega ,T}} — функция частоты и температуры, показывающая, какая часть энергии электромагнитного излучения, падающего на тело, поглощается телом в области частот {\displaystyle d\omega } вблизи {\displaystyle \omega }:
{\displaystyle a_{\omega ,T}={\frac {d\Phi '_{\omega ,T}}{d\Phi _{\omega ,T}}},}
где {\displaystyle d\Phi '} — поток энергии, поглощающейся телом, {\displaystyle d\Phi } — поток энергии, падающий на тело в области {\displaystyle d\omega } вблизи {\displaystyle \omega }.

### Отражающая способность тела
Отражающая способность тела — {\displaystyle b_{\omega ,T}} — функция частоты и температуры, показывающая, какая часть энергии электромагнитного излучения, падающего на тело, отражается от него в области частот {\displaystyle d\omega } вблизи {\displaystyle \omega }:
{\displaystyle b_{\omega ,T}={\frac {d\Phi ''_{\omega ,T}}{d\Phi _{\omega ,T}}},}
где {\displaystyle d\Phi ''} — поток энергии, отражающейся от тела, {\displaystyle d\Phi } — поток энергии, падающий на тело в области {\displaystyle d\omega } вблизи {\displaystyle \omega }.

### Абсолютно чёрное тело
Абсолютно чёрное тело — физическая абстракция (модель), под которой понимают тело, полностью поглощающее всё падающее на него электромагнитное излучение. Для абсолютно чёрного тела
{\displaystyle a_{\omega ,T}=1.}

### Серое тело
Серое тело — это такое тело, коэффициент поглощения которого не зависит от частоты, а зависит только от температуры:
{\displaystyle a_{\omega ,T}=a_{T}<1.}

### Объёмная плотность энергии излучения
Объёмная плотность энергии излучения — {\displaystyle U_{T}} — функция температуры, численно равная энергии электромагнитного излучения в единице объёма по всему спектру частот.

### Спектральная плотность энергии
Спектральная плотность энергии — {\displaystyle U_{\omega ,T}} — функция частоты и температуры, связанная с объёмной плотностью излучения формулой
{\displaystyle U_{T}=\int \limits _{0}^{\infty }U_{\omega ,T}\,d\omega .}
Спектральная плотность энергетической светимости для абсолютно чёрного тела связана со спектральной плотностью энергии соотношением
{\displaystyle r_{\omega ,T}=f(\omega ,T)={\frac {c}{4}}U_{\omega ,T}}.

## Основные законы теплового излучения
- Закон Стефана — Больцмана
- Закон излучения Кирхгофа
- Закон смещения Вина